# Субноутбук

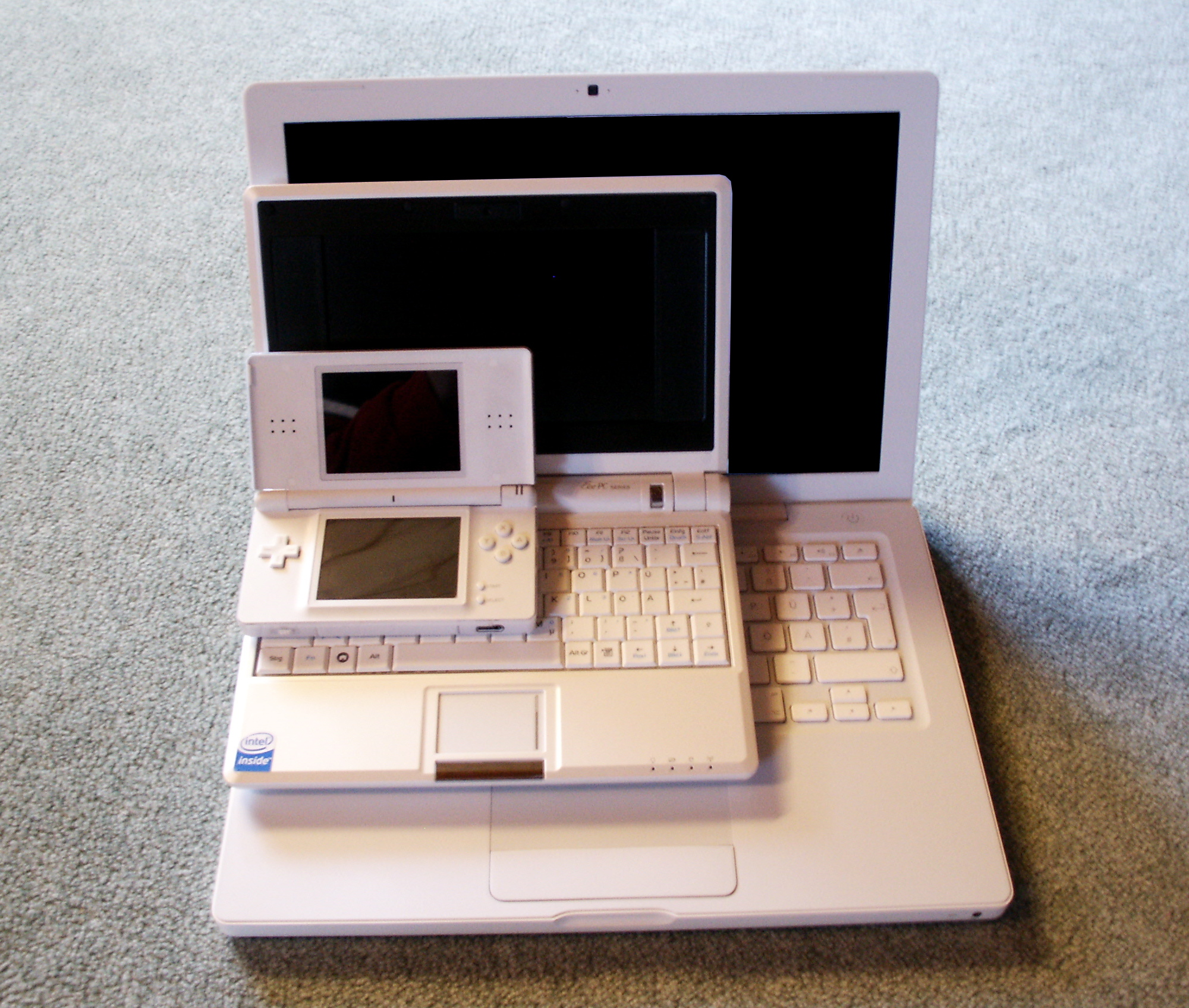
Порівняння розмірів: субноутбук Asus Eee PC (посередині), портативна ігрова консоль Nintendo DS Lite (вгорі) та ноутбук MacBook (внизу)

Субноутбу́к (англ. Subnotebook) або ультрапортативний комп'ютер (англ. ultraportable computer) — легкий мобільний ПК малого розміру з більшістю функцій стандартних ноутбуків.

## Опис
Субноутбуки мають менші розміри, ніж ноутбуки, але більші, ніж нетбуки. Субноутбуки мають трохи більшу потужність, ніж нетбуки, можуть довше працювати без джерела живлення. Але при цьому вони і коштують дорожче, ніж нетбуки. А також за даними параметрами вони поступаються ноутбукам. Тобто субноутбуки займають проміжне становище між ноутбуками (з класу яких вони «вийшли») та нетбуками (який є відокремленим класом субноутбуків).
Діагональ екрана становить 11—13,5 дюймів.